# 2019–2020-as szlovák labdarúgó-bajnokság (első osztály)
A 2019–2020-as szlovák labdarúgó-bajnokság (hivatalos nevén Fortuna liga) a szlovák labdarúgó-bajnokság legmagasabb szintű versenyének 27. alkalommal megrendezett bajnoki éve. A bajnoki címvédő az ŠK Slovan Bratislava, mely a klub történetének 15. bajnoki címe.

## A bajnokság rendszere
A pontvadászat 12 csapat részvételével zajlott, a csapatok a őszi-tavaszi lebonyolításban három teljes körös rendszerben mérkőztek meg egymással. Minden csapat minden csapattal háromszor játszott, kétszer pályaválasztóként, egyszer idegenben, vagy ennek ellentéteként egyszer pályaválasztóként, kétszer pedig idegenben. 
A pontvadászat végső sorrendjét a 33 bajnoki forduló eredményei határozzák meg a szerzett összpontszám alapján kialakított rangsor szerint. A mérkőzések győztes csapatai 3 pontot, döntetlen esetén mindkét csapat 1-1 pontot kap. Vereség esetén nem jár pont.
Azonos összpontszám esetén a bajnokság sorrendjét az alábbi szempontok alapján határozzák meg:
1. az egymás ellen játszott bajnoki mérkőzések pontkülönbsége;
2. az egymás ellen játszott bajnoki mérkőzések gólkülönbsége;
3. az egymás ellen játszott bajnoki mérkőzéseken szerzett gólok száma;
4. a bajnoki mérkőzések gólkülönbsége;
5. a bajnoki mérkőzéseken szerzett gólok száma;

## Részt vevő csapatok
| Csapat                 | Város             | Stadion                   |
| ---------------------- | ----------------- | ------------------------- |
| AS Trenčín             | Trencsén          | na Sihoti Stadion         |
| Dunajská Streda        | Dunaszerdahely    | MOL Aréna                 |
| FK Pohronie            | Garamszentkereszt | Mestský štadión           |
| MFK Zemplín Michalovce | Nagymihály        | Mestský futbalový štadión |
| Senica                 | Szenice           | FK Senica Stadion         |
| MFK Ružomberok         | Rózsahegy         | MFK Ružomberok Stadion    |
| MŠK Žilina             | Zsolna            | Štadión Pod Dubňom        |
| ŠK Slovan Bratislava   | Pozsony           | Tehelné pole              |
| FC Spartak Trnava      | Nagyszombat       | Anton Malatinský Stadium  |
| ŠKF Sereď              | Szered            | Stadium Myjava            |
| FC ViOn Zlaté Moravce  | Aranyosmarót      | Štadión FC ViOn           |
| FC Nitra               | Nyitra            | Štadión pod Zoborom       |

| FK AS Trenčín           | FC DAC 1904               | FK Pohronie             | Michalovce                     |
| ----------------------- | ------------------------- | ----------------------- | ------------------------------ |
| Štadión pod Dubňom UEFA | MOL Aréna UEFA            | Mestský štadión UEFA    | Mestský futbalový štadión UEFA |
| férőhely: 11,258        | férőhely: 12,700          | férőhely: 2,309         | férőhely: 4,440                |
|                         |                           |                         |                                |
| FK Senica               | MFK Ružomberok            | MŠK Žilina              | Slovan Bratislava              |
| OMS Arena UEFA          | Štadión pod Čebraťom UEFA | Štadión pod Dubňom UEFA | Tehelné pole UEFA              |
| férőhely: 5,070         | férőhely: 4,817           | férőhely: 11,258        | férőhely: 22,500               |
|                         |                           |                         |                                |
| Spartak Trnava          | ŠKF Sereď                 | Zlaté Moravce           | FC Nitra                       |
| ŠAM - City Arena UEFA   | Stadium Myjava UEFA       | Štadión FC ViOn UEFA    | Štadión pod Zoborom UEFA       |
| férőhely: 19,200        | férőhely: 2,709           | férőhely: 4,000         | férőhely: 7,480                |
|                         |                           |                         |                                |

### Bajnokság állása
| Hely. | Csapat              | M  | Gy | D  | V  | G+ | G– | Gk  | P  | Továbbjutás        |
| ----- | ------------------- | -- | -- | -- | -- | -- | -- | --- | -- | ------------------ |
| 1.    | Slovan Bratislava   | 22 | 17 | 4  | 1  | 46 | 11 | +35 | 55 | bejut a felsőházba |
| 2.    | Žilina              | 22 | 13 | 6  | 3  | 38 | 17 | +21 | 45 | bejut a felsőházba |
| 3.    | DAC Dunajská Streda | 22 | 11 | 5  | 6  | 31 | 25 | +6  | 38 | bejut a felsőházba |
| 4.    | Zemplín Michalovce  | 22 | 8  | 6  | 8  | 28 | 32 | −4  | 30 | bejut a felsőházba |
| 5.    | Spartak Trnava      | 22 | 9  | 3  | 10 | 25 | 26 | −1  | 30 | bejut a felsőházba |
| 6.    | Ružomberok          | 22 | 6  | 10 | 6  | 25 | 27 | −2  | 28 | bejut a felsőházba |
| 7.    | FK AS Trenčín       | 22 | 7  | 6  | 9  | 39 | 35 | +4  | 27 | bejut az alsóházba |
| 8.    | Zlaté Moravce       | 22 | 6  | 8  | 8  | 22 | 28 | −6  | 26 | bejut az alsóházba |
| 9.    | Senica              | 22 | 6  | 6  | 10 | 24 | 33 | −9  | 24 | bejut az alsóházba |
| 10.   | Sereď               | 22 | 5  | 7  | 10 | 23 | 34 | −11 | 22 | bejut az alsóházba |
| 11.   | Nitra               | 22 | 5  | 4  | 13 | 17 | 31 | −14 | 19 | bejut az alsóházba |
| 12.   | Pohronie            | 22 | 3  | 7  | 12 | 19 | 38 | −19 | 16 | bejut az alsóházba |

## Felsőház
| Hely. | Csapat                  | M  | Gy | D  | V  | G+ | G– | Gk  | P  | Továbbjutás                              |
| ----- | ----------------------- | -- | -- | -- | -- | -- | -- | --- | -- | ---------------------------------------- |
| 1.    | Slovan Bratislava (X)   | 27 | 21 | 5  | 1  | 57 | 14 | +43 | 68 | Bajnokok ligája 1.selejtezőkör           |
| 2.    | Žilina (X)              | 27 | 15 | 6  | 6  | 48 | 25 | +23 | 51 | Európa-liga 1.selejtezőkör               |
| 3.    | DAC Dunajská Streda (X) | 27 | 15 | 5  | 7  | 42 | 28 | +14 | 50 | Európa-liga 1.selejtezőkör               |
| 4.    | Spartak Trnava          | 27 | 10 | 5  | 12 | 30 | 32 | −2  | 35 | Europa Liga indulásért play-off mérkőzés |
| 5.    | Ružomberok              | 27 | 7  | 11 | 9  | 28 | 33 | −5  | 32 | Europa Liga indulásért play-off mérkőzés |
| 6.    | Zemplín Michalovce      | 27 | 8  | 8  | 11 | 31 | 49 | −18 | 32 | Europa Liga indulásért play-off mérkőzés |

## Alsóház
| Hely. | Csapat        | M  | Gy | D | V  | G+ | G– | Gk  | P  | Továbbjutás vagy kiesés                  |
| ----- | ------------- | -- | -- | - | -- | -- | -- | --- | -- | ---------------------------------------- |
| 7.    | FK AS Trenčín | 27 | 11 | 6 | 10 | 52 | 43 | +9  | 39 | Europa Liga indulásért play-off mérkőzés |
| 8.    | Zlaté Moravce | 27 | 8  | 9 | 10 | 27 | 33 | −6  | 33 |                                          |
| 9.    | Sereď         | 27 | 6  | 9 | 12 | 29 | 41 | −12 | 27 |                                          |
| 10.   | Senica        | 27 | 6  | 8 | 13 | 26 | 40 | −14 | 26 |                                          |
| 11.   | Pohronie      | 27 | 6  | 8 | 13 | 25 | 44 | −19 | 26 |                                          |
| 12.   | Nitra         | 27 | 7  | 4 | 16 | 23 | 36 | −13 | 25 | Osztályozó                               |

## Rájátszás
Ha az első három csapat egyike megnyeri a 2019–20-as Szlovák Kupát, akkor az utolsó Európa Liga indulását érő helyet rájátszással döntik el a felsőház 4., 5., és 6. illetve az alsóház legjobb csapata között.A negyedik csapat játszik az alsóházat vezető csapattal, az ötödik pedig a hatodikkal az elődöntőben. Az elődöntők nyertesei döntőbe kerülnek.A rájátszás egy mérkőzésen dől el és a jobb helyezést elért csapat a pályaválasztó.A győztes bejut a 2020–21-es Európa Liga első selejtezőkörébe.
Elődöntő
| 2020. július 14. 18:00 |

| MFK Ružomberok     | 1-0   | MFK Zemplín Michalovce |
| ------------------ | ----- | ---------------------- |
| Twardzik 27'(bün.) | (1-0) |                        |

| Štadión pod Čebraťom, Rózsahegy Nézőszám: 1045 |

| 2020. július 14. 20:00 |

| FC Spartak Trnava                    | 3-0   | FK AS Trenčín |
| ------------------------------------ | ----- | ------------- |
| Vukojević 42' Cabral 83' Sobczyk 87' | (1-0) |               |

| Anton Malatinský Stadium, Nagyszombat Nézőszám: 2737 |

Döntő
| 2020. július 17. 18:00 |

| FC Spartak Trnava | 0-2   | MFK Ružomberok              |
| ----------------- | ----- | --------------------------- |
|                   | (0-0) | Maslo 81'(bün.) Takáč 90+3' |

| Anton Malatinský Stadium, Nagyszombat Nézőszám: 3959 |

## Osztályozó
Az alsóház utolsó helyezettje és a másodosztály bajnoka mérkőzik meg egymással.Az osztályozó mérkőzés két mérkőzésből áll.A párharc győztese lesz az első osztály tagja.
| 2020. július 14. 17:00 |

| FK Dubnica | 0-0 | FC Nitra |
| ---------- | --- | -------- |
|            |     |          |

| Mestský futbalový štadión, Máriatölgyes Nézőszám: 2456 |

| 2020. július 17. 20:00 |

| FC Nitra                                 | 3-0   | FK Dubnica |
| ---------------------------------------- | ----- | ---------- |
| Kóša 7' Ristovski 20'(bün.) Hambálek 90' | (2-0) |            |

| Štadión pod Zoborom, Nyitra Nézőszám: 3057 |

## A góllövőlista élmezőnye
| Helyezés | Játékos            | Klub         | Gólok |
| -------- | ------------------ | ------------ | ----- |
| 1        | Andraž Šporar      | Slovan       | 12    |
| 2        | Milan Ristovski    | Nitra        | 11    |
| 3        | Osman Bukari       | Trenčín      | 10    |
| 4        | Rafael Ratão       | Slovan       | 9     |
| 4        | Ján Bernát         | Žilina       | 9     |
| 4        | Kalmár Zsolt       | DAC D.Streda | 9     |
| 7        | Frank Castañeda    | Senica       | 8     |
| 7        | Issa Modibo Sidibé | Michalovce   | 8     |
| 7        | Tomáš Ďubek        | Z.Moravce    | 8     |
| 7        | Ante Roguljić      | Trenčín      | 8     |
| 11       | Vida Kristopher    | DAC D.Streda | 7     |
| 11       | Alex Sobczyk       | Trnava       | 7     |
| 11       | Hamza Čataković    | Trenčín      | 7     |
| 11       | Eric Ramirez       | DAC D.Streda | 7     |

### Nemzetközi szereplés
Az eredmények minden esetben a szlovák labdarúgócsapatok szemszögéből értendőek.
(o) – otthon játszott, (i) – idegenben játszott mérkőzés.
| Csapat               | Kiírás          | Forduló         | Ellenfél                   | 1. mérk. | 2. mérk. | Össz.      |
| -------------------- | --------------- | --------------- | -------------------------- | -------- | -------- | ---------- |
| ŠK Slovan Bratislava | Bajnokok ligája | 1. selejtezőkör | FK Sutjeska Nikšić         | 1–1 (o)  | 1–1 (i)  | bün:2–3    |
| ŠK Slovan Bratislava | Európa-liga     | 2. selejtezőkör | KF Feronikeli              | 2–0 (o)  | 2–1 (i)  | 4–1        |
| ŠK Slovan Bratislava | Európa-liga     | 3. selejtezőkör | Dundalk FC                 | 1–0 (o)  | 3–1 (i)  | 4-1        |
| ŠK Slovan Bratislava | Európa-liga     | Rájátszás       | PAOK                       | 1–0 (o)  | 2–3 (i)  | i.l.g. 3-3 |
| ŠK Slovan Bratislava | Európa-liga     | Csoportkör      | SC Braga                   | 2–4 (o)  | 2–2 (i)  |            |
| ŠK Slovan Bratislava | Európa-liga     | Csoportkör      | Wolverhampton Wanderers FC | 1–2 (o)  | 0–1 (i)  |            |
| ŠK Slovan Bratislava | Európa-liga     | Csoportkör      | Beşiktaş JK                | 4–2 (o)  | 1–2 (i)  |            |
| Dunajská Streda      | Európa liga     | 1.selejtezőkör  | KS Cracovia Kraków         | 2–2 (o)  | 1–1 (i)  | i.l.g.3-3  |
| Dunajská Streda      | Európa liga     | 2.selejtezőkör  | Atrómitosz Athinón         | 1–2 (o)  | 2–3 (i)  | 3-5        |
| MFK Ružomberok       | Európa liga     | 1.selejtezőkör  | Levszki Szofija            | 0–2 (o)  | 0–2 (i)  | 0-4        |
| FC Spartak Trnava    | Európa-liga     | 1. selejtezőkör | Radnik Bijeljina           | 0–2 (o)  | 3-1 (i)  | bün.: 3–2  |
| FC Spartak Trnava    | Európa-liga     | 2. selejtezőkör | PFK Lokomotiv Plovdiv      | 3–1 (o)  | 0-2 (i)  | i.l.g. 3–3 |